# Clarence Seedorf
Clarence Clyde Seedorf (* 1. dubna 1976 Paramaribo, Surinam) je bývalý nizozemský fotbalový záložník surinamského původu. Vyrůstal v mládežnickém týmu AFC Ajax, kde ve třech sezónách vyhrál dva tituly v lize (1993/94, 1994/95), jeden domácí pohár (1992/93), dva domácí superpoháry (1993, 1994) a jednu trofej v LM (1994/95). 
V roce 1995 přestoupil do UC Sampdoria a po pouhém roce odešel do Realu Madrid, se kterým za tři a půl sezóny vyhrál jeden titul v lize (1996/97), jeden domácí superpohár (1997), jednu trofej v LM (1997/98) a jeden Interkontinentální pohár (1998). 
V prosinci 1998 se vrátil do Itálie, konkrétně do FC Inter Milán. Po dvou a půl letech bez zisku trofeje přestoupil v roce 2002 do týmu největšího konkurenta AC Milán. Zde zažil nejúspěšnější období v kariéře a získal také nejvíce trofejí: dva tituly v lize (2003/04, 2010/11), jeden domácí pohár (2002/03), dva domácí superpoháry (2004, 2011), dvě trofeje v LM (2002/03, 2006/07), dva evropské superpoháry (2003, 2007) a jeden pohár z MS klubů (2007). 
V červnu 2012 přestoupil do brazilské Botafogy, kde vyhrál mistrovství Campeonato Carioca (2013) a hrál zde až do konce kariéry.
Od roku 1994 do roku 2008 byl součástí reprezentace Nizozemska, za kterou nastoupil do 87 zápasů a vstřelil 11 branek. Zúčastnil se jednoho šampionátu MS (1998) a tří šampionátů ME (1996, 2000 a 2004). Jeho největším reprezentačním úspěchem je 3. místo na ME v letech 2000 a 2004.
Je jediný fotbalista v historii, který vyhrál Ligu mistrů se třemi různými kluby (AFC Ajax, Real Madrid a AC Milán). Je také na devátém místě v počtu zápasů v soutěži Liga mistrů UEFA (131 zápasů) . Pelé ho roku 2004 zařadil mezi 125 nejlepších žijících fotbalistů..
Jako trenér vedl neúspěšně kluby AC Milán, Šen-čen-š’, Deportivo de La Coruña a naposledy reprezentaci Kamerunu (2018-2019).

## Klubová kariéra

### AFC Ajax
Vyrostl v amsterodamském klubu AFC Ajax, za který v lize poprvé nastoupil 29. listopadu 1992, v zápase proti Groningenu (3:0) , jako nejmladší (16 let a 242 dní) fotbalista v historii klubu. První branku vstřelil 28. března 1993 proti Vitesse (2:2) . V tomto roce nastoupil v lize do 12 utkání a vstřelil 1 branku. Klubu pomohl k 3. místu v tabulce a byl vyhlášen talentem roku. První zápas v Evropských pohárech odehrál 3. listopadu 1992 proti Vitória SC (2:1) . S klubem došel do čtvrtfinále, kde vypadl s AJ Auxerre (2:4, 1:0). V této sezóně vyhrál s týmem domácí pohár.
V následující sezoně 1993/94 již pomohl klubu k ligovému titulu a také k vítězství v domácím superpoháru. Rovněž obhájil anketu talent roku. Hrál v PVP a došel až do čtvrtfinále, kde AFC Ajax vyřadila Parma (0:0, 0:2).
Sezona 1994/95 byla úspěšná. V lize se podařil obhájit titul i domácí superpohár. Velké vítězství přišlo v Lize mistrů, když 24. května jeho klub porazil ve finále AC Milán (1:0)  a Seedorf tak získal svůj první pohár v LM. Za celý ročník LM klub neprohrál a Seedorf navíc odehrál všechny zápasy. Za tři roky nastoupil celkem do 90 zápasů, ve kterých vstřelil 11 branek. Po sezoně přestoupil do italského klubu UC Sampdoria .

### UC Sampdoria
Dne 11. července 1995 přichází do Janovského klubu UC Sampdoria za necelé 4 mil. Euro. První zápas za nový klub odehrál 27. srpna proti AS Řím (1:1)  a první branku vstřelil 19. listopadu proti Atalantě (2:3) . V lize s klubem obsadil 8. příčku. Za klub nastoupil do 32 utkání a vstřelil 3 branky. Po sezoně byl prodán do Španělska.

### Real Madrid
Do Realu Madrid přestoupil za 8 mil. Euro. První zápas v něm odehrál 8. září 1996 proti Hércules CF (3:0)  a první branku vstřelil v městském derby proti Atléticu (4:1) 18. ledna . V lize pomohl klubu k titulu v 38 zápasech, ve kterých vstřelil 6 branek.
V sezoně 1997/98 se s klubem umístil na 4. místě tabulky a pomohl získat domácí superpohár, když Real zvítězil nad Barcelonou (1:2, 4:1). V LM nastoupil do všech utkání a ve finále 20. května proti Juventus FC (1:0)  získal svou druhou trofej v LM.
V následující sezoně 1998/99 se s utkal o evropský superpohár s Chelsea FC, které Real prohrál 0:1 . Na konci roku 1998 získal po výhře 2:0 nad brazilským klubem CR Vasco da Gama Interkontinentální pohár. . V lize s klubem skončil na 2. místě a v LM jej ve čtvrtfinále vyřadil ukrajinský klub FK Dynamo Kyjev (1:1, 0:2). V tomto ročníku poprvé vstřelil branku v evropských pohárech. Bylo to 16. září 1998 proti Interu (2:0) .
Sezonu 1999/00 v Realu Madrid nedohrál. Po neshodách s trenérem Toschackem se rozhodl klub opustit . V tomto roce odehrál 10 utkání v lize a 6 v LM. Celkem tak za Bílý balet nastoupil do 159 utkání a vstřelil v nich 20 branek.

### FC Inter Milán
První branku za nový klub vstřelil hned ve svém prvním zápase 6. ledna 2000 v lize proti Perugii (5:0) . Klubu pomohl k 4. místu v lize. V domácím poháru nestačili Nerazzurri ve finále na SS Lazio (1:2, 0:0).
V následující sezoně 2000/01, ve finále domácího superpoháru s Laziem, prohrál Inter 3:4 . V lize nastoupil do 24 zápasů, vstřelil 2 branky a s Interem skončil až na 5. místě tabulky. V LM pak ostudně vypadli v předkole se švédským klubem Helsingborgs IF (0:1, 0:0). A v poháru UEFA nepřešli přes osmifinále s Deportivo Alavés (3:3, 2:0).
V sezoně 2001/02 pomohl klubu obsadit 3. místo a dojít do semifinále poháru UEFA, kde jej vyřadil nizozemský klub Feyenoord (0:1, 2:2). Hned po sezoně byl prodán k městskému rivalovi AC Milán .

### AC Milán
Pod vedením trenéra Ancelottiho se okamžitě stal základem záložní řady a společně s Pirlem a Gattusem vytvořili v sezoně 2002/03 výborně sehranou trojici. První zápas za Rossoneri odehrál 14. září 2002 proti Modeně (3:0)  a první branku vsítil 21. září proti Perugii (3:0) . V lize pomohl klubu k 3. místu v tabulce. V LM dal první branku při druhém zápase proti La Coruně (4:0)  24. září. V LM nastoupil do 16 zápasů a nastoupil i do finálového zápasu 28. května, kde pomohl porazit Juventus FC na penalty (svou však neproměnil) .  Vyhrál tak jako jediný hráč LM se třemi různými kluby. Byl vybrán do týmu roku UEFA. Vyhrál i domácí pohár.
V následující sezoně 2003/04 začal sezonu prohrou nad Juventusem v souboji o domácí superpohár (1:1, 4:6 na penalty) . Poté vyhrál souboj o evropský superpohár s FC Porto (1:0)  a v zimě prohrál zápas o Interkontinentální pohár s Bocou . V lize slavil svůj čtvrtý titul v kariéře a v LM se dostal do čtvrtfinále kde jej vyřadil klub Deportivo La Coruňa (4:1, 0:4) .
Sezonu 2004/05 začal vítězstvím domácího superpoháru nad Laziem (3:0), ve kterém však nenastoupil. V lize skončil jeho klub na 2. místě. LM byla úspěšná až do finále kde podlehl klubu Liverpool FC až na penalty . V tomto ročníku odehrál všechny zápasy LM.
Kvůli Korupčním skandálu bylo po ukončení sezony 2005/06 odečteno klubu 30 bodů a spadl tak na 3. místo v tabulce. V LM se s klubem dostal do semifinále kde jej vyřadil budoucí vítěz FC Barcelona (0:1, 0:0).
V následující sezoně 2006/07 bylo AC Milán na začátku ligy odečteno 8 bodů a skončil na 4. místě. V lize vstřelil sedm branek, což je nejvíc v jeho kariéře. V LM také vstřelil nejvíc branek v kariéře (3). Ve čtvrtfinále pomohl brankou vyřadit FC Bayern Mnichov (2:2, 2:0)  a v semifinále zase pomohl vyřadit Manchester United FC (2:3, 3:0) . Ve finále porazil klub Liverpool FC (2:1) a slavil poslední vítězství v
LM . Poté byl zvolen nejlepším záložníkem a byl vybrán do týmu roku UEFA.
Sezona 2007/08 začala vítězstvím nad Sevillou (3:1) v souboji o evropský superpohár . V zimě roku 2007 pomohl klubu vyhrált trofej na MS klubů . V lize opět vstřelil 7 branek, ale ani to nepomohlo na lepší než 5. místo. V LM se nedostal přes osmifinále kde jej vyřadil Arsenal FC (0:0, 0:2).
Sezony 2008/09 a 2009/10 se v lize umístil vždy na 3. místě. Dne 20. září 2009 v zápase proti Boloni (1:0)  vstřelil jubilejní padesátý gól v dresu Rossoneri.
Během sezóny 2010/11 překonal Liedholma (394 zápasů) co se týče počtu odehraných zápasů jako neitalský fotbalista . Sezona byla završena titulem, což je pro Clarence již po páté v kariéře.
Poslední trofej za Rossoneri vyhrává 6. srpna 2011 při vítězství o domácí superpohár proti Interu (2:1) . V lize končí na 2. místě a po skončení sezony oznamuje 21. června prostřednictvím tiskové konference, že po 10 letech končí v AC Milán . Celkem za Rossoneri nastoupil do 432 zápasech a vstřelil 62 branek.

### Botafogo FR
Dne 30. června 2012 podepisuje s brazilským klubem smlouvu na dva roky . Debut si odbyl 22. července proti Grêmiu (0:1) . První branku vstřelil 4. srpna proti Atléticu (2:1) .
V následující sezóně 2013 byl jmenován nejlepším hráčem v lize provincie Carioca a pomohl klubu tuhle soutěž vyhrát. V celostátní lize pak obsadil 4. místo. Za dvě sezony v brazilském klubu odehrál celkem 81 zápasů a vstřelil 24 branek. 14. ledna 2014 ukončil fotbalovou kariéru a byl jmenován trenérem AC Milán .

## Přestupy
- z AFC Ajax do UC Sampdoria za 3 620 000 Euro
- z UC Sampdoria do Real Madrid za 8 600 000 Euro
- z Real Madrid do FC Inter Milán za 24 000 000 Euro
- z FC Inter Milán do AC Milán za 22 500 000 Euro
- z AC Milán do Botafogo FR zadarmo

## Statistika
| Sezóna  | Klub           | Liga             | Liga   | Liga | Ligové poháry | Ligové poháry | Ligové poháry | Kontinentální poháry | Kontinentální poháry | Kontinentální poháry | Celkem | Celkem |
| Sezóna  | Klub           | Soutěž           | Zápasy | Góly | Soutěž        | Zápasy        | Góly          | Soutěž               | Zápasy               | Góly                 | Zápasy | Góly   |
| ------- | -------------- | ---------------- | ------ | ---- | ------------- | ------------- | ------------- | -------------------- | -------------------- | -------------------- | ------ | ------ |
| 1992/93 | AFC Ajax       | Eredivisie       | 12     | 1    | NP            | 3             | 0             | UEFA                 | 3                    | 0                    | 18     | 1      |
| 1993/94 | AFC Ajax       | Eredivisie       | 19     | 4    | NP+NS         | 2+1           | 0             | PVP                  | 2                    | 0                    | 24     | 4      |
| 1994/95 | AFC Ajax       | Eredivisie       | 29     | 3    | NP+NS         | 3+0           | 0             | LM                   | 11                   | 0                    | 48     | 6      |
| 1995/96 | UC Sampdoria   | Serie A          | 32     | 3    | IP            | 2             | 1             | -                    | 0                    | 0                    | 34     | 4      |
| 1996/97 | Real Madrid    | Primera División | 38     | 6    | ŠP            | 4             | 0             | -                    | 0                    | 0                    | 42     | 6      |
| 1997/98 | Real Madrid    | Primera División | 36     | 6    | ŠP+ŠS         | 0+2           | 0+1           | LM                   | 11                   | 0                    | 49     | 7      |
| 1998/99 | Real Madrid    | Primera División | 37     | 3    | ŠP            | 5             | 1             | LM+ES+IP             | 8+1+1                | 3+0+0                | 52     | 7      |
| 1999/00 | Real Madrid    | Primera División | 10     | 0    | ŠP            | 0             | 0             | LM                   | 6                    | 0                    | 16     | 0      |
| 2000    | FC Inter Milán | Serie A          | 20     | 3    | IP            | 5             | 2             | -                    | 0                    | 0                    | 25     | 5      |
| 2000/01 | FC Inter Milán | Serie A          | 24     | 2    | IP+IS         | 3+1           | 0             | LM+UEFA              | 2*+5                 | 0*+3                 | 35     | 5      |
| 2001/02 | FC Inter Milán | Serie A          | 20     | 3    | IP            | 2             | 1             | UEFA                 | 10                   | 0                    | 32     | 4      |
| 2002/03 | AC Milán       | Serie A          | 29     | 4    | IP            | 3             | 2             | LM                   | 16                   | 1                    | 48     | 7      |
| 2003/04 | AC Milán       | Serie A          | 29     | 3    | IP+IS         | 5+1           | 0             | LM+ES+IP             | 8+1+1                | 0                    | 45     | 3      |
| 2004/05 | AC Milán       | Serie A          | 32     | 5    | IP+IS         | 4+0           | 1             | LM                   | 13                   | 1                    | 49     | 7      |
| 2005/06 | AC Milán       | Serie A          | 36     | 4    | IP            | 2             | 1             | LM                   | 11                   | 1                    | 49     | 6      |
| 2006/07 | AC Milán       | Serie A          | 32     | 7    | IP            | 5             | 0             | LM                   | 14                   | 3                    | 51     | 10     |
| 2007/08 | AC Milán       | Serie A          | 32     | 7    | IP            | 0             | 0             | LM+ES+MSK            | 7+1+2                | 2+0+1                | 42     | 10     |
| 2008/09 | AC Milán       | Serie A          | 33     | 6    | IP            | 1             | 0             | UEFA                 | 7                    | 0                    | 41     | 6      |
| 2009/10 | AC Milán       | Serie A          | 29     | 5    | IP            | 0             | 0             | LM                   | 8                    | 1                    | 37     | 6      |
| 2010/11 | AC Milán       | Serie A          | 30     | 4    | IP            | 2             | 0             | LM                   | 8                    | 0                    | 40     | 4      |
| 2011/12 | AC Milán       | Serie A          | 18     | 2    | IP+IS         | 3+1           | 1+0           | LM                   | 8                    | 0                    | 30     | 3      |
| 2012    | Botafogo FR    | Série A          | 24     | 8    | -             | 0             | 0             | JAP                  | 1                    | 1                    | 25     | 9      |
| 2013    | Botafogo FR    | CC+Série A       | 14+34  | 7+8  | BP            | 8             | 0             | -                    | 0                    | 0                    | 56     | 15     |
| Celkově | Celkově        | Celkově          | 654    | 107  | -             | 68            | 11            | -                    | 166                  | 17                   | 888    | 135    |

## Reprezentační kariéra
Debutoval a první branku vstřelil proti Lucembursku (5:0)  14. prosince 1994.
Zúčastnil se jednoho MS (1998) a tří šampionátů ME (1996, 2000 a 2004). Jeho posledním reprezentačním zápasem bylo přátelském utkání 26. března 2008 proti Rakousku (4:3) . Největší úspěchy byly bronzové medaile za MS 1998, ME 2000 a ME 2004. Celkem odehrál 87 utkání a vstřelil 11 branek.
| Reprezentace | Rok  | Zápasy             | Zápasy | Zápasy      | Zápasy           | Zápasy           | Zápasy            |
| Reprezentace | Rok  | Fáze turnaje       | Datum  | Soupeř      | Odehraných minut | Vstřelené branky | Výsledek          |
| ------------ | ---- | ------------------ | ------ | ----------- | ---------------- | ---------------- | ----------------- |
| Nizozemsko   | 1996 | 1 zápas ve skupině | 10. 6. | Skotsko     | 90               | 0                | 0:0               |
| Nizozemsko   | 1996 | 2 zápas ve skupině | 13. 6. | Švýcarsko   | 26               | 0                | 2:0               |
| Nizozemsko   | 1996 | 3 zápas ve skupině | 18. 6. | Anglie      | 90               | 0                | 1:4               |
| Nizozemsko   | 1996 | Čtvrtfinále        | 22. 6. | Francie     | 90               | 0                | 0:0 (5:4 na pen.) |
| Nizozemsko   | 1998 | 1 zápas ve skupině | 13. 6. | Belgie      | 69               | 0                | 0:0               |
| Nizozemsko   | 1998 | Osmifinále         | 29. 6. | Jugoslávie  | 90               | 0                | 2:1               |
| Nizozemsko   | 1998 | Semifinále         | 7. 7.  | Brazílie    | 9                | 0                | 1:1 (3:5 na pen.) |
| Nizozemsko   | 1998 | Zápas o 3. místo   | 11. 7. | Chorvatsko  | 90               | 0                | 1:2               |
| Nizozemsko   | 2000 | 1 zápas ve skupině | 11. 6. | Česko       | 57               | 0                | 1:0               |
| Nizozemsko   | 2000 | Semifinále         | 29. 6. | Itálie      | 34               | 0                | 0:0 (1:3 na pen.) |
| Nizozemsko   | 2004 | 2 zápas ve skupině | 19. 6. | Česko       | 86               | 0                | 2:3               |
| Nizozemsko   | 2004 | 3 zápas ve skupině | 23. 6. | Lotyšsko    | 90               | 0                | 3:0               |
| Nizozemsko   | 2004 | Čtvrtfinále        | 26. 6. | Švédsko     | 120              | 0                | 0:0 (5:4 na pen.) |
| Nizozemsko   | 2004 | Semifinále         | 30. 6. | Portugalsko | 90               | 0                | 1:2               |

## Trenérská kariéra
Po ukončení své kariéry se stal v lednu 2014 trenérem AC Milán, se kterým podepsal kontrakt do roku 2016. V Miláně tak nahradil Allegriho. Seedorf klub dovedl jen na 8. místo v lize a po sezoně jej vedení odvolalo .
V létě 2016 se stal koučem čínského, toho času druholigového, klubu Šen-čen-š’ .
O pět měsíců později jej nahradil Sven-Göran Eriksson.
Na jaře roku 2018 se ujmul pozice trenéra ve španělském klubu Deportivo de La Coruña , ale nezabránil pádu do druhé ligy a byl proto propuštěn. V srpnu 2018 se stal trenérem reprezentace Kamerunu, jeho asistentem byl jeho někdejší spoluhráč z reprezentace Patrick Kluivert.
Po nezdaru na APN 2019 jej vedeni Kamerunského svazu propustilo .

## Trenérská statistika
| Sezóna  | Klub                | Liga             | Liga   | Liga  | Liga   | Liga   | Liga                     | Ligové poháry | Ligové poháry | Ligové poháry | Ligové poháry | Ligové poháry | Ligové poháry | Kontinentální poháry | Kontinentální poháry | Kontinentální poháry | Kontinentální poháry | Kontinentální poháry | Kontinentální poháry | Celkem | Celkem | Celkem | Celkem |
| Sezóna  | Klub                | Soutěž           | Zápasy | Výhry | Remízy | Prohry | Umístění                 | Soutěž        | Zápasy        | Výhry         | Remízy        | Prohry        | Úspěch        | Soutěž               | Zápasy               | Výhry                | Remízy               | Prohry               | Úspěch               | Zápasy | Výhry  | Remízy | Prohry |
| ------- | ------------------- | ---------------- | ------ | ----- | ------ | ------ | ------------------------ | ------------- | ------------- | ------------- | ------------- | ------------- | ------------- | -------------------- | -------------------- | -------------------- | -------------------- | -------------------- | -------------------- | ------ | ------ | ------ | ------ |
| 2013/14 | AC Milán            | Serie A          | 19     | 11    | 2      | 6      | nastoupil v 1, 8. místo  | IP            | 1             | 0             | 0             | 1             | čtvrtfinále   | LM                   | 2                    | 0                    | 0                    | 2                    | osmifinále           | 22     | 11     | 2      | 9      |
| 2016    | Šen-čen-š’          | China League One | 14     | 4     | 4      | 6      | propuštěn v 12           | -             | 0             | 0             | 0             | 0             | -             | -                    | 0                    | 0                    | 0                    | 0                    | -                    | 14     | 4      | 4      | 6      |
| 2017/18 | Deportivo La Coruňa | Primera División | 16     | 2     | 6      | 8      | nastoupil v 2, 18. místo | -             | 0             | 0             | 0             | 0             | 0             | -                    | 0                    | 0                    | 0                    | 0                    | -                    | 16     | 2      | 6      | 8      |
| Celkově | Celkově             | Celkově          | 49     | 17    | 12     | 20     | -                        | -             | 1             | 0             | 0             | 1             | -             | -                    | 2                    | 0                    | 0                    | 2                    | -                    | 52     | 17     | 12     | 23     |

Národní tým Kamerunu vede od 4. srpna 2018 do 16. července 2019.
| 2018+2019 | Kamerun | přátelské utkání | -          | 6  | 2 | 2 | 2 |
| 2019      | Kamerun | APN 2019         | Osmifinále | 4  | 1 | 2 | 1 |
| Celkově   | Celkově | Celkově          | Celkově    | 10 | 3 | 4 | 3 |

## Úspěchy

### Klubové
- 2× vítěz nizozemské ligy (1993/94, 1994/95)
- 1× vítěz španělské ligy (1996/97)
- 2× vítěz italské ligy (2003/04, 2010/11)
- 1× vítěz nizozemského poháru (1992/93)
- 1× vítěz italského poháru (2002/03)
- 2× vítěz nizozemského superpoháru (1993, 1994)
- 1× vítěz španělského superpoháru (1997)
- 2× vítěz italského superpoháru (2004,2011)
- 4× vítěz Ligy mistrů (1994/95, 1997/98, 2002/03, 2006/07 )
- 2× vítěz evropského superpoháru (2003, 2007)
- 1× vítěz MS klubů (2007)
- 1× vítěz Interkontinentální poháru (1998)

### Reprezentační
- 1× na MS (1998)
- 3× na ME (1996, 2000 - bronz, 2004 - bronz)

### Individuální
- 2× talent roku (1993, 1994)
- 2× Nejlepší záložník UEFA (1997/98, 2006/07)
- All Stars Team UEFA (2002, 2007)
- All Stars Team ESM (1997)
- člen FIFA 100 [2]

### Trenérská
- 1× na APN (2019)

### Vyznamenání
Čestné pořadí žluté hvězdy Paramaribo 
 Řád Orange Nassau Za sportovní zásluhy a mimořádný společenský závazek (28.4. 2011) 